# Homalonychus
Homalonychus là một chi nhện trong họ đơn chi Homalonychidae.

## Các loài
- Homalonychus raghavai Patel & Reddy, 1991 (India)
- Homalonychus selenopoides Marx, 1891 (USA, Mexico)
- Homalonychus theologus Chamberlin, 1924 (USA, Mexico)

## Hình ảnh

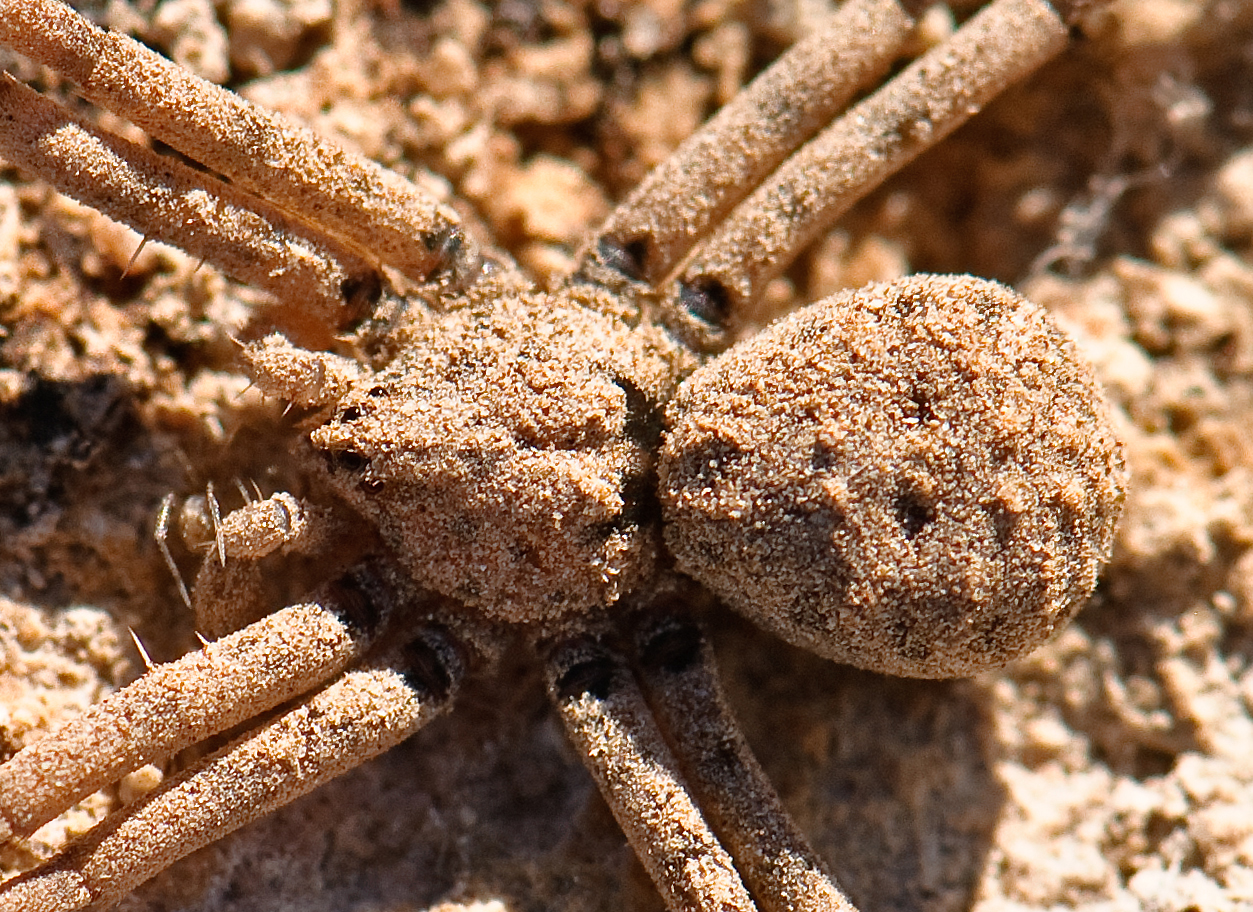
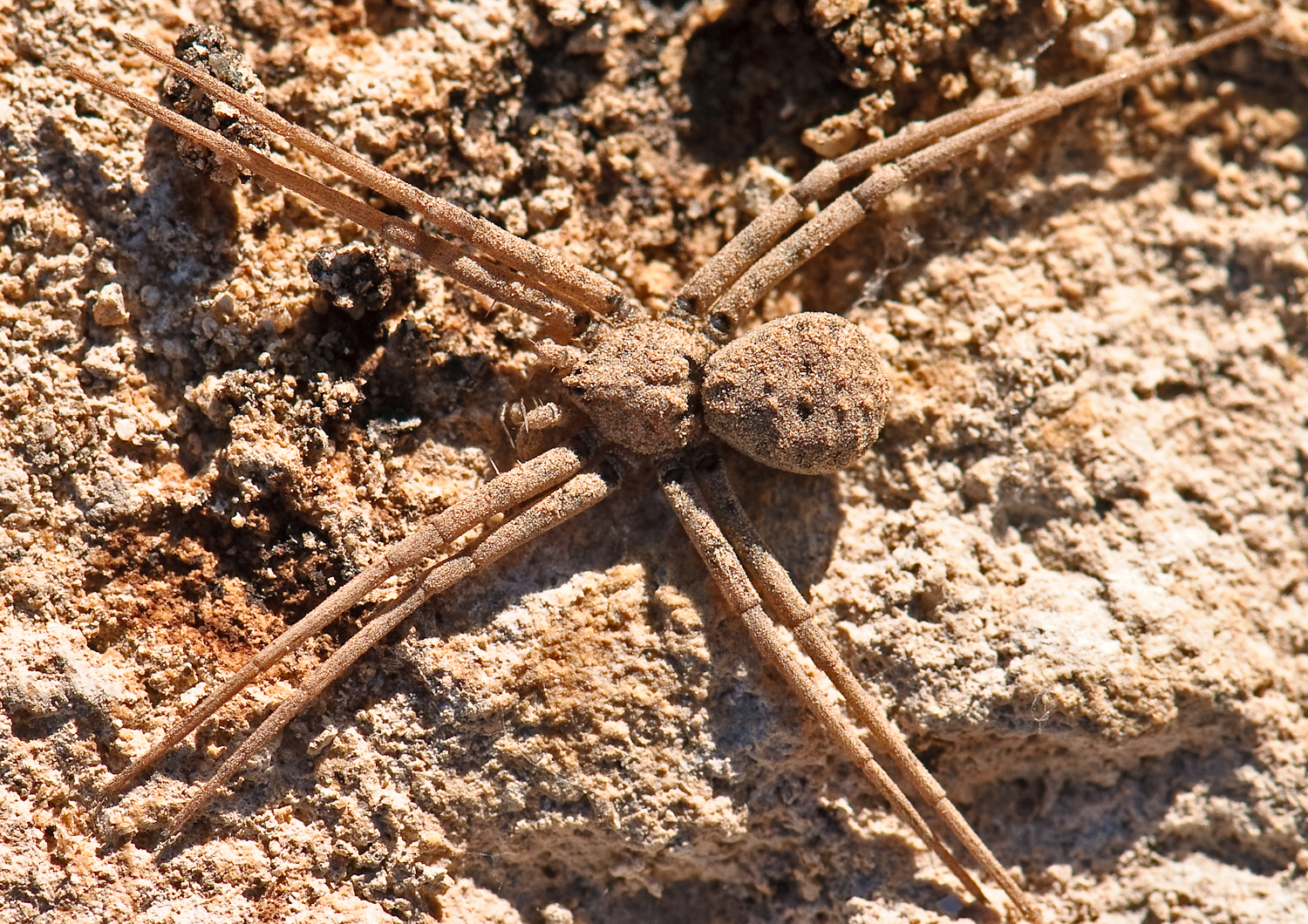